# 연합후근사령부
연합후근사령부 (중국어 정체자: 聯合後勤司令部, 영어: Combined Logistics Command)은 중화민국 국방부 직속 삼군 합동 군수 총사령부였다. 중간에 
이 조직은 1946년 6월 1일에 연합근무총사령부으로 이름지어져, 2002년 3월 1일에 연합후근사령부으로 개명되었으나, 줄여서 "연근"으로 언급하였다.

## 역사

### 설립전
1928년 8월, 중화민국 국민당 제2계5중전회에서 전군이 통일된 후근계통을 조직하기로 결정하였다. 해군, 공군은 각자 따로 총사령부의 후근계통에서 보급받고 있었다.
1929년 봄, 장계 전쟁가 발발하자, 육, 해, 공총사령부를 조직하였다. 참모총장 산하에 중국어 정체자: 兵站總監部, 한자음: 병참총감부를 설치하고 부장에 俞飛鵬, 참모장에 程澤登를 임명하였다.

### 중일 전쟁
1937년 11월 29일 후방근무부가 난징에서 난창으로, 1938년 1월16일 창사, 1938년 9월 헝양, 1939년 설날에 구이양, 1939년 5월 충칭으로 이동하였다.
1945년 1월, 쿤밍에서 중국 육군총사령부 후방근무사령부 (약칭 "육군총부 후근부")를 설립하고, 중국원정군 전구, 윈난-월남(베트남) 변경구(滇越邊區), 구이저우-광시-후난 변경구(黔桂湘邊區), 제4전구의 병참업무 및 쿤밍 보급기지의 업무를 지휘하였다.
1945년 2월1일, 후방근무부가 후방근무총사령부(약칭 "후근총사령부")로 승격되었다.
1945년 11월1일, 黃鎮球 중장이 후근총사령부 대리 총사령에 임명되었다.

### 연합근무총사령부의 정식 설립
1946년 6월 1일, 중화민국 국방부는 미국 국방부 산하 국방군수국을 본따 연합근무총사령부를 창설하였다.
중일 전쟁이 끝난 뒤, 중앙정부 군사기구의 전면 개조를 진행하여 국방부를 설립하였다. (부장 白崇禧 상장). 국방부는 육군총사령부 (총사령 顧祝同 상장), 해군총사령부 (총사령 陳誠 상장), 공군총사령부 (총사령 周至柔 중장), 연합근무총사령부로 구성되었다.
1946년 9월 1일 연합근무총사령부가 정식으로 성립되었다.
1949년, 국군은 2선 병단을 위해 중난, 시난, 시베이 등 후방에 14개 훈련사령부를 편성하였다, 연근총부 또한 제8~11보급구를 설립하였다.
1949년 4월, 광저우로 옮긴 뒤, 8월 17일에 임시 국방부 부장인 옌시상 상장이 《撤銷聯勤總部併入國防部, 철소 연근총부 편입 국방부→연합후근총사령부를 폐지하고 국방부에 편입시켜라》 명령을 내렸다. 8월 31일, 연합후근사령부는 폐지되었고, 다음날 9월 1일에 연근의 업무는 국방부 제4청으로 이관되었다.

### 국부천대 이후
1957년 3월29일, 연근이 국군선열고아보육원을 건설하였다.
1958년 12월1일, 국군선열고아보육원을 국군선열자제교양원으로 개편하였다.
1960년 7월16일, 연근이 류수업무서를 개설하였다.
1962년 11월16일, 연근의 복리사업총관리처가 국방부로 넘어가 국방부 복리총처로 개설하였다.
1971년 9월, 연근총부가 타이베이시 난강구 충사둥로 6단 360호 장근영구로 이사하였다.
1976년 1월 1일, 군차창은 제201창, 제611병공창은 제202창, 제216병공창은 제203창, 제712병공창은 제204창, 제61병공창은 제205창, 제414병공창은 제206창, 통신전자창은 제207창, 병공기술발전센터는 병공기술원, 측량제도창은 제401창, 제1경리창은 제301창, 제2경리창은 제302창, 제3경리창은 제304창, 제4경리창은 제303창으로 개명 및 번호를 바꾸었다.
1982년 3월 29일, 연근 산하 국군 우지 공동묘지가 개장하였다.
1984년 4월 1일, 연근 제206창과 系統工程研發中心, 계통공정연구개발중심이 병합되어 중산과학연구원 산하 飛彈火箭製造中心, 비탄화전제조중심→미사일 로켓 제조센터로 재편성되었다.
1992년 1월 1일, 비탄제조센터가 중산과학연구원으로 넘겨졌다.
1995년 7월 1일, 연근물자서가 폐지되고, 인원은 국방부에서 설립한 국방부 군사채구국로 넘어갔다. 연근류수업무서 소속 국군 타이베이, 가오슝 군권문진센터는 국군 타이베이 외래진료소(문진센터), 국군 가오슝 외래진료소로, 류수업무서 소속 각지 구군권복무처는 류수업무처로 개명되었다.
2002년 3월 1일, 중화민국 국방 2법을 시행하여 , 연합근무총사령부에서 국방부 연합후근사령부로 개편되었다.
2005년 1월 1일, 육군후근학교가 연근으로 넘어가 다시 연합후근학교로, 육군병정센터는 연근보수서로 넘겨져, 연근 병공정비발전센터로 개명되고, 武基處와 化基廠, 화기창을 이전받았다.
2012년의 마지막 날인 12월 28일 이후에는 육군후근지휘부와 국방부 군비국으로 나뉘어졌다. 날으는 낙타 문장은 군비국에 승인되었다.

## 조직 구조
- 제201창 1978년 7월 1일, 경제부로 이관됨.
- 제207창; 1991년 7월 1일, 폐지.
- 제206창; 1976년 7월 1일, 제208창과 병합 및 비탄 제조센터로 재편성됨.
- 제208창; 1976년 7월 1일, 제206창과 병합 및 비탄제조센터로 재편성됨.
- 제303창; 1990년 7월 1일, 폐지.

### 마지막

#### 명령 구조
- 사령 (1명, 2급상장)
  - 부사령 (2명, 중장)
  - 참모장 (1명, 중장)
  - 정치작전주임 (1명, 중장)
  - 감찰장 (1명, 중장)
  - 부감찰장 (1명, 소장)
  - 부참모장 (2명, 소장)
  - 정치작전부주임 (2명, 소장)
  - 서장 (7명, 소장)
  - 처장 (2명, 소장)
    - 서장 (1명, 상교)
    - 처장 (5-7명, 상교)
    - 부서장 (13-17명, 상교)
    - 부처장 (7-9명, 상교)
    - 참모주임 (1명, 상교)
    - 조장 (70-84명, 상교)
    - 부조장 (24-30명, 상교)
    - 주임 (1명, 상교)
    - 참모 (493-597명, 교관, 위관) (10-12명은 직무특례상교)
    - 부조장 (5-7명, 중교)

#### 내부부서
- 정치작전부 주임 1명 소장 부주임 1명 상교
- 감찰실 감찰장 1명 소장
- 인사군무처 처장 1명 소장
- 전투훈련계획처 처장 1명 소장
- 후근정비처 처장 1명 소장
- 구매처 처장 1명 소장
- 주계처 처장 1명 상교

### 1928년 8월
행정원 군정부 산하 후근총감부의 내부부서
- 육군서
  - 총무사
  - 군형사
  - 군무사
  - 병역사
  - 교통사
  - 군의사 (후확대정편 위 군의서)
- 군수서：서장 유페이펑(俞飛鵬), 부서장 저유펑 賈玉峰
  - 총무사
  - 재무사
  - 양말(糧秣)사
  - 피복사
- 병공서：서장 張群 (－1929년 4월12일)／陳儀 (1929년 4월13일－1932년 4월)／洪中 (1932년 4월－1933년 1월)／俞大维 (1933년 1월－), 부서장 徐庭瑤
  - 연구사
  - 병기사
  - 제조사

### 1937년 8월 10일
중일 전쟁(=항일전쟁) 발발 이후 "執二組"에 따라 국민정부 군사위원회 후방근무부는 최고병참기관으로 확대편성되었다. 지도부는 부장 俞飛鵬 상장, 부부장 端木傑 중장, 처보좌 중장, 陳勁蘆 중장, 참모장 黃振興중장, 湯堯 중장이고. 내부기구는 다음과 같다:

###### 부서
- 판공청
- 참모처
- 부관처
- 운수처
- 경리처 (양복(糧복, 식량 및 의복), 병기, 회계, 출납, 감사 등)
- 병기(軍械)처
- 통신처
- 위생처
- 버서처;  1938년 설립
- (병참사료)편찬처;  1938년 설립
- 군우(군사우편)감사처;  1939년 9월설립
- 교통처; 1940년 4월 운수처 및 기차관리처를 병합함.
- 철도운수처;  1943년 봄에 군사위원회 및 철도운수사령부에서 처를 폐지함.
- 회계처;  1944년 8월 경리처재무조 확대 및 승격.
- 군의서;  1944년 10월 군정부에 분할 편입, 위생처를 병입하여 군의서.
- 교통사;  1944년 10월 군정부에 분할 편입, 교통처를 병입하여 교통사.
- 양말사;  1944년 10월 군정부에 분할 편입, 경리처를 병입하여 양말사.
- 인사처;  참모처 인사조를 승격 및 독립시킴.

###### 부대
- 川桂(쓰촨-광시) 고속도로 지구 본부
- 川陝(쓰촨-산시) 공로선구사령부
- 川滇(쓰촨-윈난) 공로선구사령부
- 陝甘(산시-간쑤) 공로선구사령부
- 시베이 운수사령부
- 粵漢(광저우-항커우) 철로선구사령부
- 룽하이(陇해) 철로선구사령부
- 黔桂(광저우-광시) 철로선구사령부
- 湘桂(후난-광시) 철로선구사령부
- 滇越(윈난-월남) 철로선구사령부
- 장강 상류강방분감부
- 제8전구 독립분감부 간쑤-안시 지부
- 제9전구 독립분감부
- 제1~9전구 병참총감부
- 쿤밍행영병참총감부
- 원정군병참총감부
- 산둥-장쑤-안후이-허난 변경구(중국어:魯蘇豫皖邊區) 운수처
- 제1~38집단군 병참분감부

### 1946년 6월 1일

#### 지휘부
- 총사령 黄鎮球 중장
- 부총사령 黄維 중장, 何世禮중장, 陳良 중장
- 참모장 趙桂森 중장
- 부참모장 1~2명.

#### 부서
- 총사령 판공실
- 제1서 (인사)
- 제2서 (연근 정보)
- 제3서 (연근 규획, 편제, 감감和연구)
- 제4서 (보급주획, 實施, 보관 및 국제물자의 이용)
- 신문(新聞)처
- 감찰처
- 군법처
- 총무처
- 무휼처
- 부관처
- 특종근무서
- 운수서 (시 감찰, 調度실 각 1 개 和 기술위원회 以及陸運, 항운, 철운, 공응, 훈련 5개사)
- 통신서 (시 관훈, 기재, 기술3개사)
- 경리서 (負責전군 양말(糧秣), 피복, 장具, 군마의 주획(籌劃)공급 以及 군수 공업 和관병 복리 등 업무.시考核室, 기술위원회 和 採購 위원 회以及 생산, 저비, 糧秣, 마정 4개사.)
- 병공서 (시 종핵실, 병공위원회, 기술顧問단以及재무, 警무2개처和훈련, 공업, 연구발전, 외근, 化學병5개사)
- 군의서 (시 자료조 和 조훈, 위생근무(衛근), 공응, 기술, 영선 5개 사)
- 재무서 (시 주계실 和 수지, 장무, 감사3개사. 증시예산처, 난징 수지처 和 난징 장무감사처)
- 공정서 (부책공정재료의 주획, 공병부대 的 건립, 관리훈련 및 장비, 군사건축, 영국공사的籌建, 관리, 군대부동산의 관리. 시공병, 기재, 건설, 경영생산 4개사)

#### 부대
- 헌병사령부
- 12개 공급공응국
- 5개 보급구(사령부)
- 2개 항구사령부
- 2개 병참
- 4개 직속창고.

연근 재 각 行轅, 각 회유공서에 병참총감부를 설치하였고, 그 외에도 보급구사령부, 항구사령부, 병참분감부, 병참지부, 분참공급국, 공급처, 운수, 수리, 통신, 공정, 위생, 교육, 창고, 감호 등의 2천 6백여개소를 설치하였다.

## 군기

연합후근사령부의 기
「雙峰駱駝紅底梅花」旗, 為연근最早使용之군旗 (1952年1月1日啟용)
「3峰駱駝紅底梅花」旗 (1956年9月1日啟용)
「3峰駱駝藍底梅花」旗 (1958年8月1日啟용)
「3峰駱駝藍底嘉禾」旗 (1960年7月1日啟용)
「3峰飛駝藍底嘉禾」旗 (1964年3月1日啟용)
「3峰飛駝藍底嘉禾」旗 (1973年10月1日啟용)
중화민국 연합근무군 부대 기
중화민국 연합근무군 기
군비국 (2013년~)
연합후근근무군 사령관의 기

## 기록

### 소속
1. 중국 육군총사령부; 1945년 1월
2. 국방부, 2002년 3월 1일

### 계보
- 1946년 6월 1일, 聯合勤務총司令部/영어: Combined Service Forces→연합근무총사령부 (연근총부)
- 2002년 3월 1일, 聯合後勤司令部/영어: Combined Logistics Command→연합후근사령부

## 같이 보기
- 군비국(중국어판)